# Турчинюк Василь Іванович
Васи́ль Іва́нович Турчиню́к (Турчин́як; 1864, Луг — 25 липня 1939) — український народний різьбяр, мебляр і будівничий.
Народився в селі Луг Надвірнянського повіту, нині урочище в смт. Делятин. Виготовляв іконостаси та інтер'єри для церков на Гуцульщині (1895—1904 — у селі Яблуниця, 1936—1938 — у селищі Ворохті) та на Передкарпатті (1930—1932 — у селах Стримба, 1932 — Верхній (Горішній) Майдан, 1912—1939 — Луг), оздоблені різьбленням, барельєфами та круглою скульптурою, будівництво та оздоблення церков у селах Дуліби біля Стрия та Грушеві біля Дрогобича на Львівщині, 1932 — набір меблів для залу засідань повітового відділу в Надвірній.
Помер 25 липня 1939 року. Похований на цвинтарі села Луг. Цвинтар і могила знаходиться декілька десятків кілометрів від м.Делятина, дорогою до військової частини м.Делятин по вул.Авіаційна , біля єдиної збереженої будівлі с. Луг невеличкої каплички біля якої щороку проводиться  жалобне свято для родичів і людей що раніше там жили. Поряд з ним поховані ще декілька односельчан. Син  Василя, Турчинюк Іван Васильович продовжував справу батька в с. Дора до трагічної смерті від третього інфаркту 2005 р.